# Rhene decorata
Rhene decorata är en spindelart som beskrevs av Benoy Krishna Tikader 1977. Rhene decorata ingår i släktet Rhene och familjen hoppspindlar. Inga underarter finns listade i Catalogue of Life.